# Chamonixia
Genre
Chamonixia est un genre de champignons gastéroïdes (règne des Fungi) de la famille des Boletaceae.

## Liste d'espèces
- Chamonixia bispora B.C. Zhang & Y.N. Yu 1989
- Chamonixia brevicolumna  A.H. Sm. & Singer 1959
- Chamonixia caespitosa Rolland 1899
- Chamonixia caudata (Zeller & C.W. Dodge) A.H. Sm. & Singer 1959
- Chamonixia mucosa (Petri) Corner & Hawker 1953
- Chamonixia octorugosa  Corner & Hawker 1953
- Chamonixia pachydermis  (Zeller & C.W. Dodge) G.W. Beaton, Pegler & T.W.K. Young 1985
- Chamonixia vittatispora G.W. Beaton, Pegler & T.W.K. Young 1985